# 高等科学院
高等科学院（こうとうかがくいん、朝鮮語: 고등과학원、英語: Korea Institute for Advanced Study、KIAS）は、韓国の高等研究機関。未来創造科学部に属する公的研究機関である。所在地は、ソウル特別市 東大門区 清凉里2洞。
高等科学院は1996年に設立され、現在、数学・物理学・情報科学の3つの学部で構成されている。研究者が研究以外の職務に追われることなく理論の研究に専念できるような環境を提供することを目的に設立された。そのためカリキュラムや単位制度、実験施設などはない。2005年までで計23人の科学者と65人の研究員が在籍した（65人の研究員のうち、36人が数学、28人が物理学、19人が情報科学分野）。
「高等科学院」の名が示している通り、アメリカ合衆国のプリンストン高等研究所（Institute for Advanced Study）をモデルにしている。

## 院長
- 初代・第2代 김정욱 1997-2004
- 第3代 김만원 2004-2007
- 第4代 明孝喆（명효철） 2007-2010
- 第5代 김두철 2010-2013
- 第6代 금종해 2013-2016
- 第7代 이용희 2016-2020
- 第8代 최재경 2020-2024
- 第9代 노태원 2024-